# Kamion Dolny
Kamion Dolny [ˈkamjɔn ˈdɔlnɨ] est un village polonais de la gmina de Młodzieszyn dans le powiat de Sochaczew et dans la voïvodie de Mazovie.